# 다프네 워커
다프네 워커(Daphne Walker, 1930년 9월 25일 ~ 2025년 7월 17일)는 조지 투머하이와 함께 모던 마오리 음악을 대표하는 뉴질랜드의 여성가수이다.
순수한 마오리인이다. 뉴질랜드에서는 절대적인 인기를 지니고 있으며, 에로티시즘을 발산하면서 부르는 분위기에는 독자적인 것이 있다. 레퍼토리는 모든 폴리네시언 음악에 걸쳐 광범위하여, 취입 앨범도 매우 많다.